# Międzynarodowe Targi Łódzkie

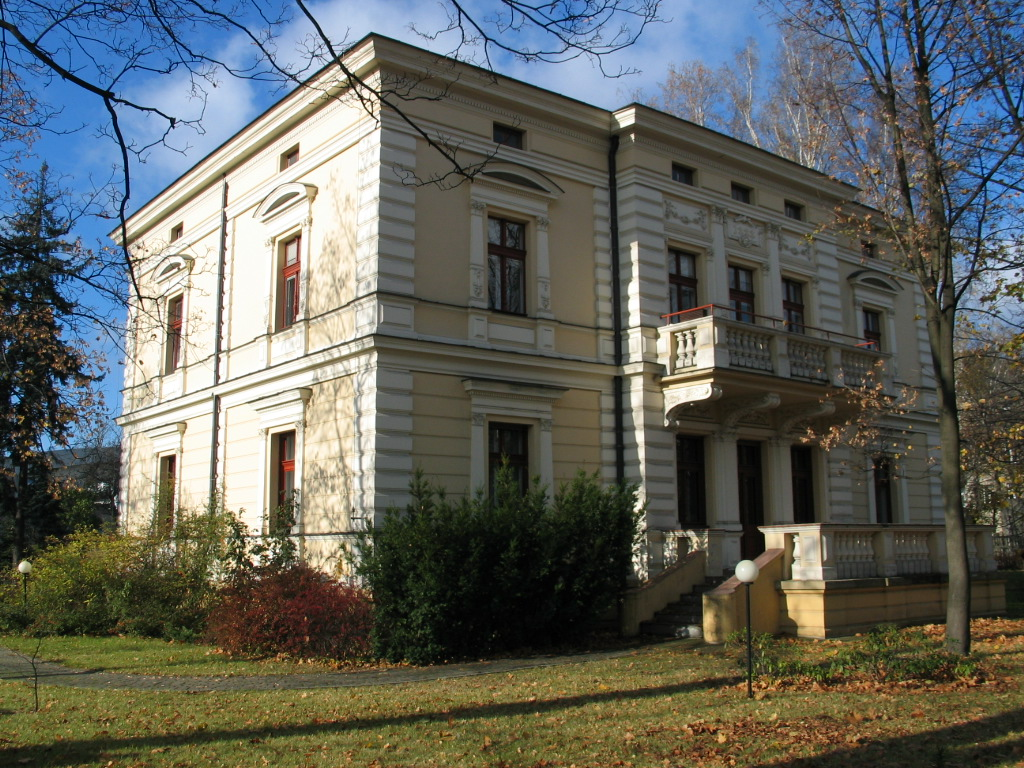
Dawna siedziba MTŁ – willa Zygmunta Richtera

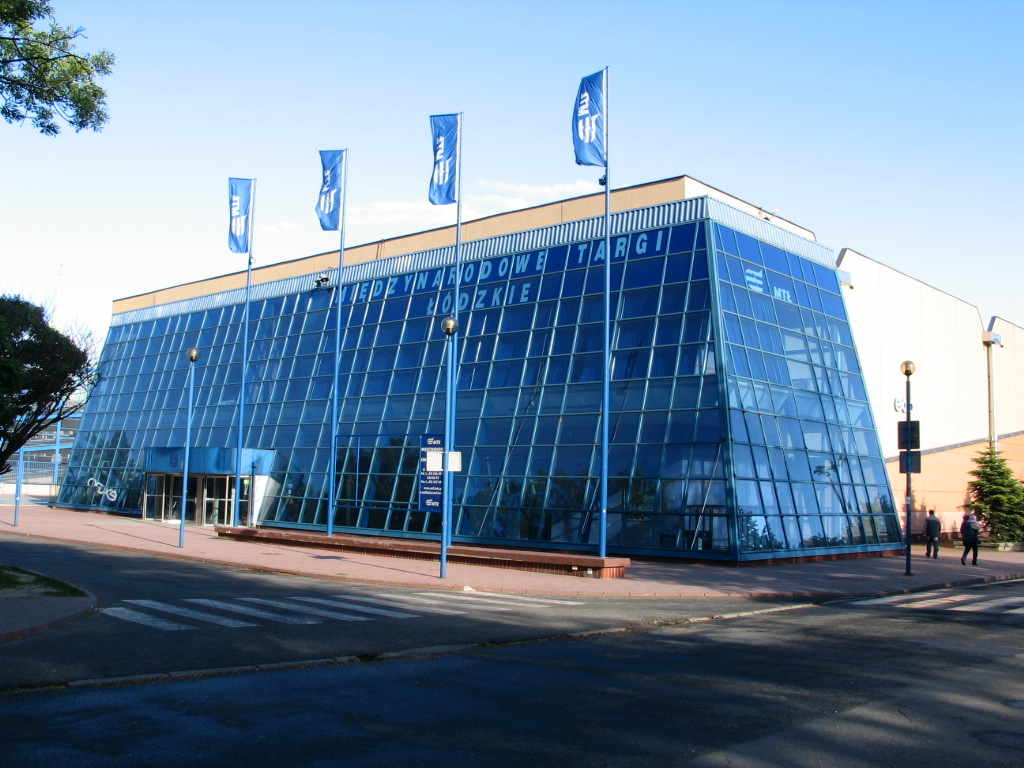
Stara hala targów międzynarodowych

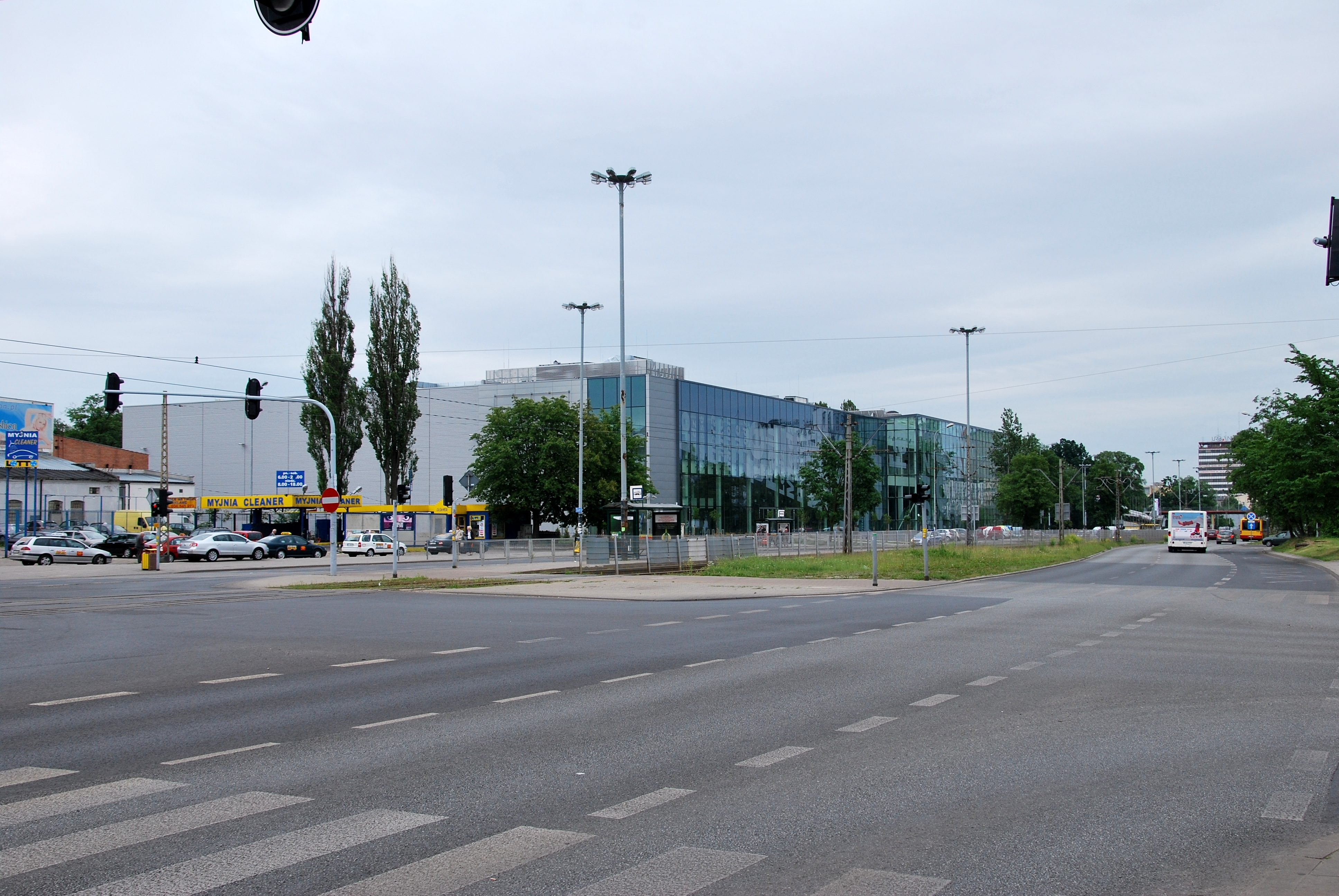
Hala EXPO-Łódź

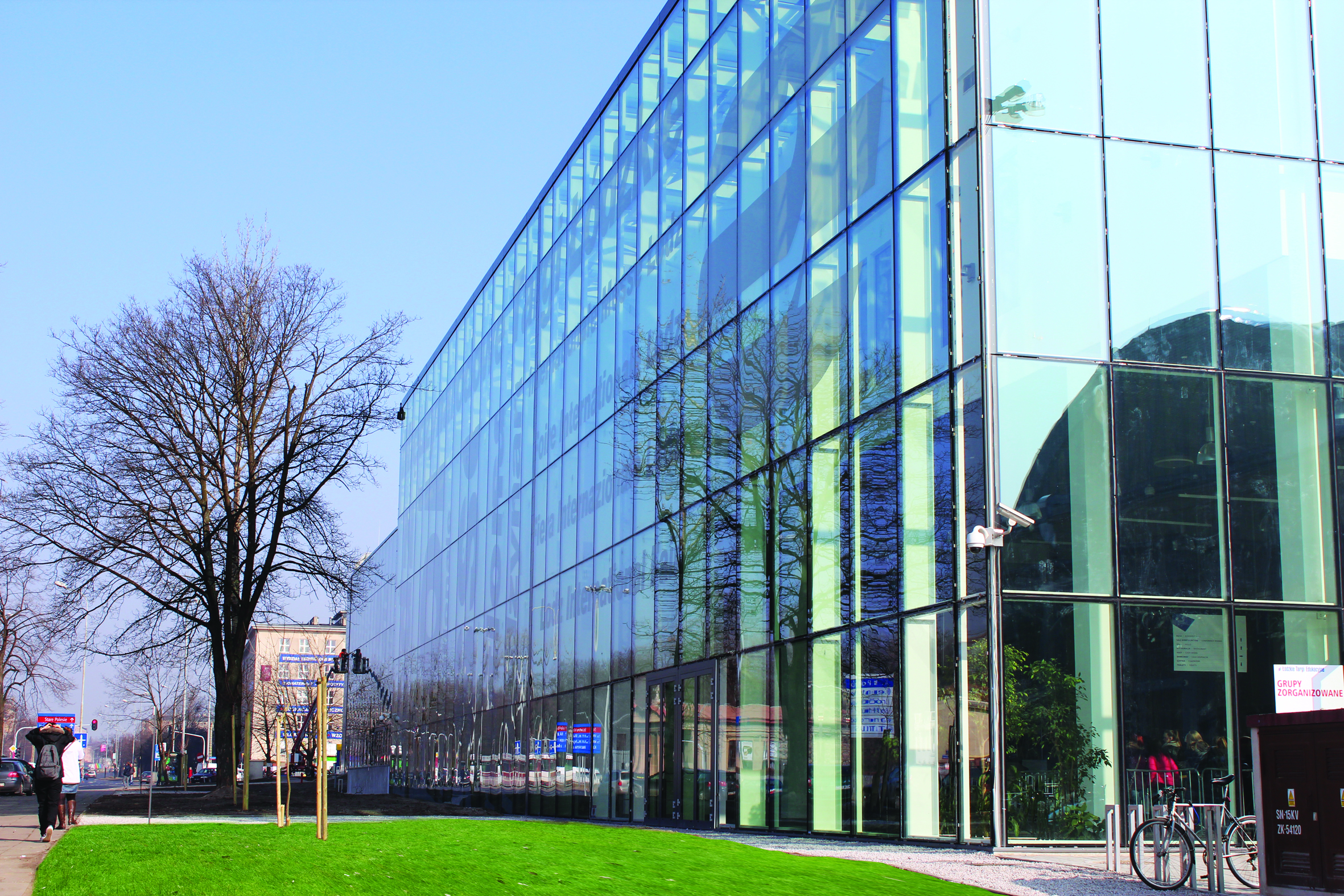
Hala EXPO-Łódź

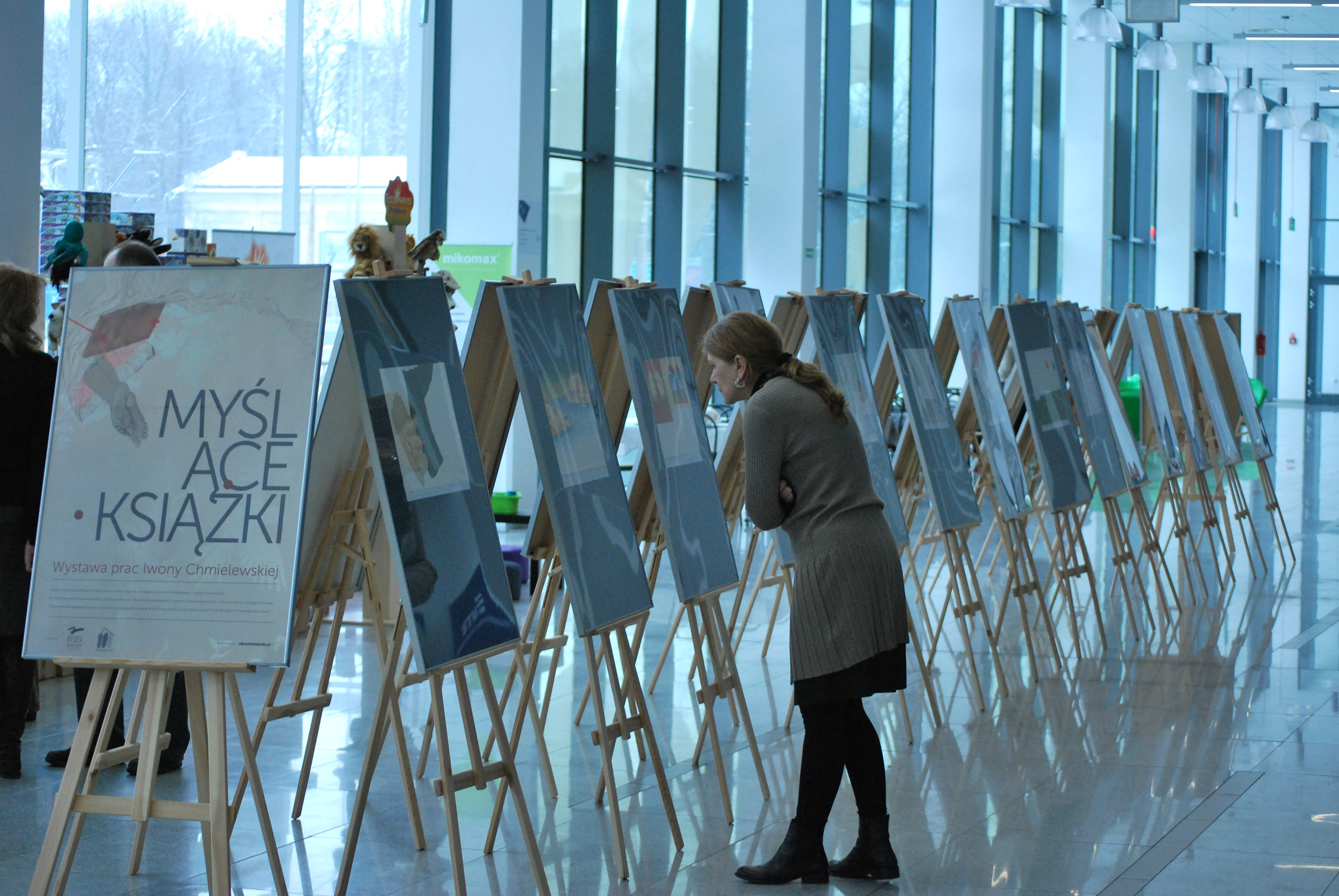
Jedna z imprez targowych – Salon Ciekawej Książki

Międzynarodowe Targi Łódzkie (MTŁ) – spółka miejska miasta Łodzi, zajmująca się organizacją imprez wystawienniczych, powstała w grudniu 1989 roku.

## Historia MTŁ
W 1987 roku w Łodzi odbyły się Międzynarodowe Targi Odzieży, Tkanin, Dziewiarstwa i Wyrobów Tekstylnych „Interfashion”. Prezentowano tu osiągnięcia polskiego przemysłu tekstylnego. Sukces tego przedsięwzięcia spowodował powołanie do życia w grudniu 1989 roku spółki Międzynarodowe Targi Łódzkie. Firma początkowo zajmowała się wyłącznie organizacją targów „Interfashion”, ale wkrótce zaczęła organizować kolejne imprezy targowe. Dziś MTŁ specjalizuje się w realizacji branżowych targów i wystaw o krajowym i międzynarodowym zasięgu, promując wiele dziedzin życia gospodarczego. Imprezy mają charakter otwarty. Systematycznie rozszerzany jest zakres tematyczny targów, a imprezy zyskują oprawę merytoryczną w postaci towarzyszących sympozjów, seminariów i konferencji. Najlepsze wyroby i produkty otrzymują nagrody w towarzyszących targom konkursach. Międzynarodowe Targi Łódzkie są członkiem Polskiej Korporacji Targowej.
W 1999 roku MTŁ zostały uhonorowane przez Gazetę Targową nagrodą Hermes za wybitne osiągnięcia targowe. Komitet Integracji Europejskiej i BCC przyznały MTŁ w 2001 roku Medal Europejski za organizację Międzynarodowych Targów Łączności INTERTELECOM. Spółka może pochwalić się także certyfikatem SOLIDNA FIRMA.

## Siedziby Międzynarodowych Targów Łódzkich
Od połowy 1997 roku siedzibą MTŁ jest zabytkowa willa Zygmunta Richtera z 1888 roku, usytuowana przy ul. Wólczańskiej 199. Willa utrzymana jest w stylu eklektycznym o charakterze neorenesansowym. Przez wiele lat budynek ten zajmowało przedszkole, a w latach 90. budynek został odrestaurowany.
W marcu 1995 roku zostało oddane do użytku Centrum Wystawienniczo-Handlowe EXPO-Łódź, przy ul. Stefanowskiego 17, w bezpośrednim sąsiedztwie siedziby MTŁ i już istniejących obiektów targowych. Na terenie EXPO, obejmującym 2 ha powierzchni, zlokalizowane są: hala wystawiennicza, centrum konferencyjno-pokazowe, zewnętrzny teren ekspozycyjny oraz parking.
W lutym 2012 roku nastąpiło otwarcie nowego Centrum Konferencyjno-Wystawienniczego MTŁ przy al. Politechniki 2. Obiekt ma powierzchnię ponad 13 tys. m², z czego 1 tys. m² to powierzchnia pięciu sal konferencyjnych, a 5,7 tys. m² to przestrzeń wystawiennicza, którą można podzielić na 4 części, dzięki ruchomym, dźwiękoszczelnym ścianom działowym. Centrum posiada także press room dla dziennikarzy z dostępem do bezprzewodowego internetu, zaplecze gastronomiczne, biurowe i własny parking. W budynku zastosowano wiele rozwiązań ekologicznych, m.in. pompy ciepła, na potrzeby których zostało wywierconych 96 otworów na głębokości 110 m. Dodatkowo na dachu zamontowano 20 ogniw słonecznych, a w toaletach system spłukiwania wodami opadowymi, gromadzonymi w zbiorniku o pojemności 80 m³.

## Targi
Imprezy targowe organizowane przez MTŁ to m.in.:
- Łódzkie Targi Edukacyjne
- NA STYKU KULTUR – Międzynarodowe Targi Regionów Turystycznych
- INTERTELECOM – Międzynarodowe Targi Komunikacji Elektronicznej
- ATP – Akademickie Targi Pracy
- FILM VIDEO FOTO – Targi Sprzętu Fotograficznego, Filmowego i Video
- Łódzki Festiwal Zdrowia, Wróżb i Niezwykłości
- PET FAIR – Międzynarodowe Targi Zoologiczne
- ZŁOTA NITKA -Międzynarodowy Konkurs dla Projektantów Ubioru
- MOTOMANIA – Salon Motoryzacyjny
- KRAINA DZIECKA- Salon Artykułów i Usług dla Matki i Dziecka
- CYBER SPORT – Międzynarodowy Festiwal Komiksu i Gier
- INTERFLATDESIGN.PL – Targi Wyposażenia Wnętrz oraz Artykułów i Usług dla Domu
- NATURA FOOD – Dni Naturalnej Żywności
- Targi Uroda i Estetyka
- Salon Ciekawej Książki

## Ważne daty
- grudzień 1989 – powołanie do życia roku spółki Międzynarodowe Targi Łódzkie,
- marzec 1995 – oddanie do użytku Centrum Wystawienniczo-Handlowe EXPO-Łódź przy ul. Stefanowskiego,
- 21 czerwca 2010 – Rozpoczęcie budowy Centrum Konferencyjno-Wystawienniczego MTŁ przy al. Politechniki obejmującego biurowiec oraz nowoczesną halę[5],
- 23 stycznia 2012 – podział spółki na Centrum Konferencyjno-Wystawiennicze Sp. z o.o. i Międzynarodowe Targi Łódzkie Spółkę Targową Sp. z o.o
- 24 lutego 2012 – otwarcie nowego Centrum Konferencyjno-Wystawienniczego MTŁ.
- wrzesień 2013 – zmiana nazwy Centrum Konferencyjno-Wystawienniczego Sp. z o.o. (właściciela hal wystawienniczych) na EXPO-ŁÓDŹ Sp. z o.o.